# Чижка
Чи́жка — річка у Самбірському районі Львівської області, права притока Вирви (басейн Вісли). 
Довжина 11 км, площа басейну 33 км². Чижка бере початок на північних схилах Головного європейського вододілу, неподалік від села Чижки. Протікає через такі села: Чижки, Грушатичі, хутір Твержа (присілок Библа), Библо і Боршевичі. В Боршевичах впадає у Вирву. 
Чижка — рівнинна річка, в'ється поміж невисокими пагорбами, місцями заболочена. Бувають паводки (після сильних дощів чи під час раптової відлиги). Воду річки використовують для заповнення ставків, технічних потреб. У минулому на річці було кілька водяних млинів.[джерело?]